# Сиполи
Сиполи — деревня в Бережанской волости Островского района Псковской области.
Расположена на левом берегу реки Лжа (приток Утрои), в 24 км к юго-западу от центра города Остров и в 3 км к юго-востоку от деревни Дубки.
Постоянное население по состоянию на 2000 год в деревне отсутствовало.
До 3 июня 2010 года деревня входила в состав ныне упразднённой Рубиловской волости с центром в д. Дубки.